# العلاقات السلفية الصوفية
تشير العلاقات السلفية الصوفية إلى العلاقات الدينية والاجتماعية والسياسية بين السلفيين والصوفية، الذين يمثلون حركتين علميتين رئيسيتين كانتا مؤثرتين داخل المجتمعات الإسلامية السنية. لقد سيطرت المناقشات بين المدرستين السلفية والصوفية على العالم السني منذ العصر الكلاسيكي، مما أدى إلى تقسيم نفوذهما عبر المجتمعات الدينية والثقافات، حيث تنافست كل مدرسة على السلطة العلمية من خلال المؤسسات الدينية الرسمية وغير الرسمية. إن العلاقة بين السلفية والصوفية - حركتين إسلاميتين لهما تفسيرات مختلفة للإسلام - متنوعة تاريخيًا وتعكس بعض التغييرات والصراعات في العالم الإسلامي اليوم.
ترتبط السلفية بالنهج الحرفي للإسلام، مع إعطاء أهمية للتفسير الحرفي القرآن، الحديث، وتحقيق التزكية} (تطهير النفس) من خلال تقليد محمد والسلف} (الأجيال الأولى من المسلمين). يرتبط التصوف بتقويم الروح (التصوف}}) ويركز بشكل أساسي على أن يصبح المرء مسلمًا أفضل لتحقيق مكانة أعلى في الجنة من خلال تقليد الأولياء المسلمين (الأولياء}}) والقادة الأتقياء.تفسير القرآن، الحديث، وتحقيق التزكية} (تطهير النفس) من خلال تقليد محمد والسلف} (الأجيال الأولى من المسلمين). يرتبط التصوف بتقويم الروح (التصوف}}) ويركز بشكل أساسي على أن يصبح المرء مسلمًا أفضل لتحقيق مكانة أعلى في الجنة من خلال تقليد الأولياء المسلمين (الأولياء}}) والقادة الأتقياء. إن الصوفية والسلفية ليسا سياسيين بطبيعتهما. ولكن على عكس الصوفية، يمكن أن تكون السلفية أساسًا قويًا للتعبئة الاجتماعية ضد المظالم بما في ذلك الاستعمار والفساد وعدم المساواة الاقتصادية والحرمان من الحقوق السياسية وأشكال أخرى من الظلم. كما تم استخدام السلطة الأخلاقية الصوفية للتعبئة الاجتماعية الشعبية، بما في ذلك التحريض على التمردات والعصيان. كما تعاون العديد من الصوفيين والسلفيين في الدفاع عن قضايا سياسية مشتركة والانخراط في أنشطة إسلامية.
ورغم أن السلفية والصوفية "يتداخلان"، فإنهما يختلفان أيضاً في قضايا عقائدية أساسية. وكثيراً ما توصف المناقشات السلفية الصوفية بأنها "جدلية". إن الصوفيين والسلفيين يرفضون بشكل قاطع المناهج الحديثة في التعامل مع الإسلام، ويدينون أي شكل من أشكال النزعات الرافضة للحديث. فبالنسبة للصوفيين، يتمتع الشيخ أو المرشد بسلطة روحية لا مثيل لها، وكل من يعارضهما يعتبر كافراً. أما بالنسبة للسلفيين، فإن المصادر الكتابية تشكل سلطة دينية، وكل من يعارضها يعتبر ضالاً. السلفيون ينتقدون طقوس الصوفية المختلفة بحجة أن مثل هذه الطقوس "لا تتفق مع الإسلام الحقيقي"، وكذلك إدانة تركيز الصوفية على الروحانية وحدها مع تجنب العالم المادي.
ووصف بعض المراقبين الغربيين العلاقات بين الحركتين بأنها علاقة "بخطوط معركة مرسومة". أو "صدع" موجود في "كل دولة إسلامية تقريبًا"، وفي "المجتمعات الإسلامية في الشتات الغربي" كذلك فإن العديد من العلماء والناشطين المسلمين سئموا من تكرار المناقشات الصوفية السلفية وغالباً ما يوجهون انتقادات لمثل هذه المناقشات، بحجة أن هذه المناقشات تؤدي إلى استقطاب المجتمع الإسلامي.